# Boekanier

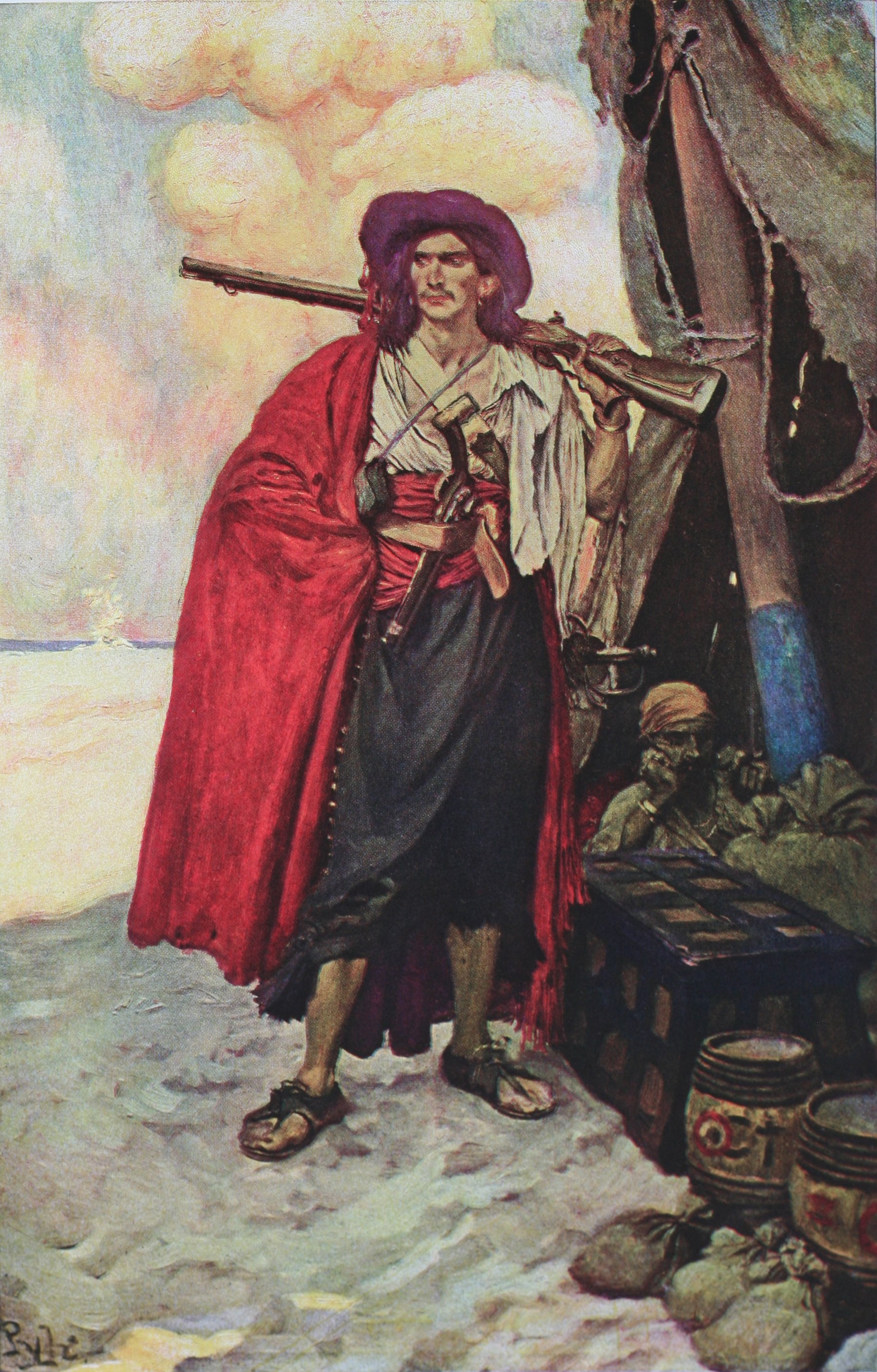
"Buccaneer of the Caribbean" van Howard Pyles Book of Pirates

Boekaniers waren vooral Nederlandse, Franse en Engelse avonturiers, ballingen en ontsnapte Afrikaanse slaven, die aan het eind van de 17de eeuw Spaanse en Franse schepen in de Caribische Zee aanvielen. Ze worden vaak als piraten beschouwd, maar boekanierbemanningen waren groter en meer toegerust om ook kuststeden aan te vallen, terwijl piraten aan het eind van de 17de eeuw in de Indische Oceaan actief waren.

## Geschiedenis
De Engelse term buccaneer stamt af van het Arawakse woord buccan, een houten frame voor het roken van het vlees van zeekoeien, terwijl het Franse woord boucan en de Franse naam boucanier sloeg op Franse jagers die de houten frames gebruikten voor het roken van vlees van verwilderde dieren (paarden), rundvee en varkens op Hispaniola (nu Haïti en de Dominicaanse Republiek). Britse kolonisten verengelsten het woord boucanier tot buccaneer.
Rond 1630 vluchtten van het eiland Hispaniola verdreven Fransen naar het nabijgelegen Tortuga. De Spanjaarden probeerden ze uit Tortuga te verdrijven, maar de boekaniers kregen gezelschap van andere Fransen, Nederlanders en Engelsen en begonnen weer met kleine bootjes, galjoenen, Spaanse schepen aan te vallen in de buurt van de Windward Passage. Later vestigden zij zich ook op Jamaica. Uiteindelijk werden ze zo sterk dat ze naar het vasteland van Spaans Amerika voeren en daar steden plunderden.
Engelse kolonisten op Jamaica begonnen voor de piraten de naam buccaneers te gebruiken. De naam werd universeel door de publicatie van de Engelse vertaling van Alexandre Exquemelins boek The Buccaneers of America. In twee opzichten onderscheidden de boekaniers zich van andere vormen van piraterij. Ze werkten gedurende langere perioden samen om hun prooi en hun strategie vast te stellen. Het tweede verschil met andere piraten was dat ze ook toesloegen op het vasteland.
Vanuit Londen gezien was de piraterij door de boekaniers een goedkope manier om oorlog te voeren tegen de Engelse rivaal Spanje. De Engelsen legaliseerden hun piraterij, waarvoor zij als tegenprestatie een deel van de opbrengst kregen. De boekaniers werden door de Jamaicaanse gouverneur Thomas Modyford uitgenodigd af te meren in Port Royal. De boekaniers beroofden Franse en Spaanse schepen en koloniën en gingen met hun buit naar Port Royal, waardoor deze stad de meest welvarende werd van West-Indië. Er werden zelfs marineofficieren naar de boekaniers gestuurd om ze te leiden, zoals Christopher Myngs. Hun activiteiten gingen door en het maakte niet uit of Engeland al of niet in oorlog was met Spanje of Frankrijk.
De Spanjaarden hadden zeer van de boekaniers te lijden. Niet alleen raakten ze schepen en land kwijt, ook de toevoer van edelmetalen naar het moederland werd gereduceerd. Hierdoor werd de hele oorlogsindustrie benadeeld inclusief de bouw van nieuwe oorlogsschepen, waardoor de jacht op piraten nog moeizamer verliep.
Het einde van de boekaniers had diverse oorzaken. De Engelse marine begon al vanaf 1671 op hen te jagen, in 1692 trof een aardbeving Jamaica, waarbij ook de vestigingen van de boekaniers werden verwoest. Na de Vrede van Rijswijk in 1697, toen Spanje ook Franse vestigingen in het Caraïbisch gebied moest toestaan, maakten Spaanse, Engelse en Franse vloten korte metten met de laatste boekaniers.
Een van de leiders van de boekaniers was de Fransman Daniel Montbars, die zoveel Spaanse schepen vernietigde en Spanjaarden doodde dat hij de naam "the Exterminator" kreeg. Een andere bekende leider was de Welshman Henry Morgan, die Panama-Stad, Portobelo en Maracaibo beroofde. In 1674 werd hij benoemd als luitenant-gouverneur van Jamaica, met Port Royal als standplaats. Morgan werd rijk en ging terug naar Engeland, waar hij geridderd werd door Karel II van Engeland.
Enkele bekende boekaniers die in Port Royal gewoond hebben, of er een deel van hun leven verbleven, zijn:
- Henry Morgan
- Black Bart
- Abraham Blauvelt
- Rock de Braziliaan
- John Davies
- Laurens de Graaf
- Edward Mansveldt
- Zwartbaard